# Ricardo Ycaza
Ricardo Ycaza (Guayaquil, 16 febbraio 1958) è un ex tennista ecuadoriano.

## Carriera
In carriera ha vinto 3 titoli di doppio, tutti sulla terra battuta. Nei tornei del Grande Slam ha ottenuto il suo miglior risultato all'Open di Francia raggiungendo i quarti di finale di doppio misto nel 1981 e il quarto turno nel singolare nello stesso anno.
In Coppa Davis ha disputato 48 partite, vincendone 28 e perdendone 20. Per la sua dedizione nel rappresentare il proprio paese nella competizione è stato insignito del Commitment Award.

## Statistiche

### Doppio

#### Vittorie (3)
| Numero | Anno | Torneo                                        | Superficie  | Compagno       | Avversari in finale         | Punteggio     |
| 1.     | 1980 | Sarasota Grand Prix, Sarasota                 | Terra rossa | Andrés Gómez   | David Carter Rick Fagel     | 6-3, 6-4      |
| 2.     | 1980 | Campionati Internazionali di Sicilia, Palermo | Terra rossa | Gianni Ocleppo | Víctor Pecci Balázs Taróczy | 6-2, 6-2      |
| 3.     | 1980 | Santiago Open, Santiago del Cile              | Terra rossa | Belus Prajoux  | Carlos Kirmayr João Soares  | 4-6, 7-6, 6-4 |